# Mariano Clua Anglés
Mariano Clua Anglés fou un polític espanyol, diputat a les Corts Espanyoles durant la restauració borbònica.
Fou propietari agrari i advocat de l'Asociación de Labradores de Zaragoza. Fou president de la Diputació de Lleida de 1892 a 1894 i de 1896 a 1898, En 1895 va substituir durant uns mesos Enrique de Luque y Alcalde, diputat a Corts. Fou elegit diputat pel districte de Balaguer pel Partit Conservador a les eleccions generals espanyoles de 1903 i 1905. En 1911 fou representant d'agricultura al Consejo Superior de Fomento.